# Jesper Würtzen
Jesper Würtzen (født 26. september 1965 i Aarhus) er en dansk politiker fra Socialdemokratiet, som siden 25. maj 2012 har været borgmester i Ballerup Kommune og genvalgtes ved kommunal- og regionsvalget i 2013 og igen i 2017.
Jesper Würtzen er vokset op i Ballerup, men bor i dag i Skovlunde sammen med sin kone og tre børn.
Jesper Würtzen arbejdede som skoleinspektør før han blev borgmester. Han blev valgt ind i kommunalbestyrelsen i januar 2006.
I januar 2023 blev han ridder af Dannebrog.